# Kärla
Kärla − okręg miejski w Estonii, w prowincji Saare. Ośrodek administracyjny gminy Lääne-Saare.